# Castanul comestibil de la Nereju
Castanul comestibil (Castanea sativa) de la Nereju - Popești, județul Gorj, se pare a fi cel mai bătrân exemplar din această specie din țara noastră, având peste 500 de ani. Acesta are o circumferință a trunchiului de 6,70 m, iar diametrul este de 1,90 m.